# Sterculia guangxiensis
Sterculia guangxiensis là một loài thực vật có hoa trong họ Cẩm quỳ. Loài này được S.J. Xu & P.T. Li mô tả khoa học đầu tiên năm 2000.